# Antonia Dulčić
Antonia Dulčić (Spalato, 4 febbraio 1997) è una calciatrice croata, difensore dell'ALG Spor e della nazionale croata.

## Carriera

### Nazionale
Dopo alcune esperienze nelle nazionali giovanili Under-17 e Under-19, nell'estate 2015 il commissario tecnico della nazionale maggiore Kolak Zvonimir la chiama in occasione dell'amichevole del 4 giugno con la Bosnia ed Erzegovina, facendola scendere titolare e sostituendola nel secondo tempo con Ivana Maltašić nell'incontro pareggiato 1-1 sul campo del locale club di Županja.

## Palmarès

### Club
- Campionato croato: 2

Spalato: 2019-2020, 2021-2022
- Coppa di Croazia femminile: 2

Spalato: 2020-2021, 2021-2022
- Campionato italiano di Serie B: 1

Napoli: 2022-2023

### Nazionale
- Cyprus Cup: 1

2020